# کنستانتین (فرماندار ارزروم)
کنستانتین (به لاتین: Constantinus) یکی از مقامات رومی سده پنجم و ششم و فرماندار ارزروم در زمان امپراتوری آناستاسیوس یکم بیزانس بود. او در سال ۵۰۲ در زمان محاصره ارزروم به دست شاهنشاه قباد یکم ساسانی شهر را تسلیم نیروهای ایرانی کرد و دستگیر شد. او سپس به ارتش ساسانی وارد شد و به مقام فرماندهی رسید.